# Antoine de Toulongeon
 (mars 2012).
Antoine de Toulongeon (1385, Bourgogne[réf. nécessaire] – 29 septembre 1432), seigneur de Buxy, La Bastie, Montrichard et de Traves, est un gentilhomme bourguignon, qui exerce les fonctions de chambellan et maréchal de Bourgogne, gouverneur général des pays de Bourgogne et de Charolais. Il est aussi ambassadeur en Angleterre et en France. Il est l'un des premiers chevaliers de l'Ordre de la Toison d'or et l'un des grands capitaines de la guerre de Cent Ans.[réf. nécessaire]

## Famille
Les Toulongeon tirent leur nom d'un château situé près d'Orgelet (Jura) (à Germagnat).
Antoine de Toulongeon est le fils de Tristan de Toulongeon (1350-1399), baron de Sennecey, conseiller du grand conseil, et de Jeanne de Chalon-Arlay dame de Montrichard. Sa mère est fille du bâtard Jean de Chalon-Arlay (1350-1402), seigneur de Montrichard, fils naturel de Jean II. 
Son cousin, Jean de Cotebrune, est conseiller et chambellan du roi et du duc. Il est fait maréchal de Bourgogne par le duc Jean Ier de Bourgogne, et confirmé dans cette fonction par Philippe le Bon 1420.
Son frère aîné, Jean II de Toulongeon (1381-1427), baron de Sennecey et seigneur de Toulongeon, est chambellan, gouverneur de Troyes (1417-1418), et maréchal de Bourgogne. Son autre frère, André de Toulongeon, seigneur de Mornay, épouse une bâtarde du duc Philippe le Bon. Il est Grand écuyer de France en 1419, conseiller et chambellan du duc de Bourgogne.
Le blason des Toulongeon, Toulonjon ou Thoulongeon, de Champlitte (Franche-Comté) est : Écartelé : aux 1 & 4, de gueules, à 3 jumelles d'argent ; aux 2 & 3, de gueules, à 3 fasces ondées d'or.
Antoine aurait des liens de parenté avec Antoine de Vergy et Jean IV de Vergy, sénéchal de Bourgogne.

## Biographie

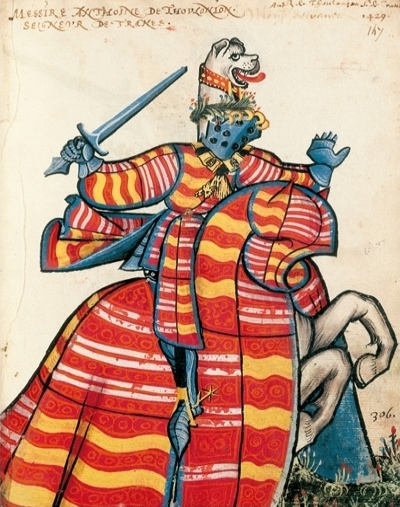
Antoine de Toulongeon dans l'Armorial équestre de la Toison d'or.

### Du temps deJeanIerde Bourgogne
En 1414, Antoine de Toulongeon commande une compagnie de Jean Ier de Bourgogne et est le compagnon d'armes de son frère Jean qui est plus âgé et a déjà des commandements plus importants.
En 1417, il est cité, avec ses frères Jean et André parmi les grands seigneurs qui accompagnent le duc de Bourgogne, à Pontoise et Meulan.
Le 9 janvier 1418, il remplace son frère Jean, comme capitaine et garde de Troyes, Champagne et Brie. Monstrelet désigne Antoine de Toulongeon comme faisant partie des seigneurs envoyés au siège de Rouen, pour le roi et le duc de Bourgogne, en 1418-1419.
Jean Ier de Bourgogne entame de nouvelles négociations avec les Anglais pour ne pas se faire un ennemi d'Henri V d'Angleterre. Le 22 juillet 1419, un sauf-conduit est accordé aux conseillers bourguignons Regnier Pot, Antoine de Toulongeon et Henri Goethals, qui se rendent à Mantes, pour traiter avec Henri V d'Angleterre. Le 6 août, ils le suivent à Pontoise, mais ces pourparlers n'amènent aucun résultat. 
Le duc Jean Ier de Bourgogne trouve la mort lors d'une entrevue avec son rival Charles VII de France, le 10 septembre 1419, à Montereau-Fault-Yonne).

### Du temps dePhilippe le Bon

#### Maréchal de Bourgogne
Le nouveau duc de Bourgogne, Philippe le Bon, fait alliance avec les Anglais, ce que Jean sans Peur avait toujours évité. Toulongeon part comme ambassadeur en Angleterre. À son retour, il est nommé gouverneur de la maréchaussée de Bourgogne.
En 1423, il est présent à la bataille de Cravant, où l'armée bourguignonne est commandée par son frère Jean. À la mort de ce dernier, en 1427, Toulongeon est nommé pour le remplacer par
lettres données à Bruges le 6 août 1427. Il est aussi nommé gouverneur des pays de Bourgogne et de Charolais

1429
Territoires contrôlés par Henri V
Territoires contrôlés par le duc de Bourgogne
Territoires contrôlés par le Dauphin Charles

En 1430, Antoine de Toulongeon, dorénavant maréchal de Bourgogne, rassemble 4 000 hommes, tant à Châtillon-sur-Saône qu'à Montbard, afin de secourir Chappes, dont le comte de Joigny, les sires de La Trémoille et de Chastellux, Antoine et Jean IV de Vergy et peut-être un contingent d'Anglais. 
Mais le capitaine ennemi, Barbazan, refuse à trois reprises la bataille que lui offre Toulongeon, et fait même tomber dans une embuscade un contingent de Bourguignons. Il met ses ennemis en déroute. La garnison tente inutilement de les secourir. Toulongeon, battu le 13 décembre 1430, doit se retirer à Châtillon-sur-Saône.

#### Une guerre pour le duché de Lorraine
Les années suivantes voient éclater la guerre pour la succession pour le duché de Lorraine entre Antoine de Vaudémont et son beau-frère René d'Anjou, le nouveau duc de Lorraine. L'établissement, sur sa frontière nord, d'un duc francophile en la personne de René d'Anjou décide les États de Bourgogne à réagir.
Le maréchal de Toulongeon se rend à Bruxelles pour exposer au duc Philippe le Bon la détresse de son principal domaine et pour le prier d'y envoyer un renfort de ses gens de Picardie et d'Artois, afin de défendre la Bourgogne et d'aider le comte de Vaudémont. 
Alors, le maréchal de Toulongeon et Antoine de Vaudémont s'adressent à quelques bâtards de grandes maisons, à de pauvres gentilshommes, à des aventuriers chefs de compagnies, tous gens qui n'ont que de petits revenus et ne se trouvent pas dans leur pays en aussi bonne position qu'ils auraient voulu. Ils rassemblent environ 1 000–1 200 soldats. L'armée de Bourgogne se réunit avec les Picards qu'amène Toulongeon à Montsaugeon, près de Langres. Antoine de Vaudémont y vient aussi avec ses partisans.
L'armée de René d'Anjou est battue à la bataille de Bulgnéville, près de Neufchâteau, et le nouveau duc de Lorraine est fait prisonnier, le 2 juillet 1431. Toulongeon est blessé au visage pendant la bataille. René d'Anjou est emprisonné à Dijon. Il doit payer la somme considérable de 200 000 thalers d'or à Toulongeon pour sa rançon[réf. nécessaire]. Antoine de Vaudémont se croit vainqueur, mais il ne peut prendre la tête du duché de Lorraine à cause de l'opposition du roi Sigismond de Luxembourg.

#### Fin de vie
Antoine de Toulongeon ne survit pas longtemps à son triomphe de la bataille de Bulgnéville. Il meurt en septembre 1432, peut-être dans son château de Chassy. Il a pour successeur Pierre de Bauffremont, arrière-petit-fils de Philippe de Jonvelle, chevalier fameux dans les joutes et les tournois.
Il est inhumé dans l'église de Germagnat, dans le département de l'Ain.

## Armoiries
| Figure | Blasonnement |
|        | Écartelé : aux 1 et 4, de gueules, à trois fasces ondées d'or (Toulongeon); aux 2 et 3, de gueules, à trois jumelles d'argent (Sennecey)., |

## Descendance
Antoine de Toulongeon a épousé Béatrice de Saint-Chéron, fille de Jean et d'une fille de la famille de Vergy. Ils ont deux fils et une fille : 
- Jean III de Toulongeon, seigneur de Traves, marié avec Claudine de Blâmont, dame de Vellexon ;
- Jeanne de Toulongeon, mariée à Jean de Grandson ;
- Claude de Toulongeon, seigneur de Toulongeon, chevalier de l'Ordre de la Toison d'or[16], marié avec Guillemette de Vergy, dame de Bourbon-Lancy.

Veuf, Antoine de Toulongeon se remarie, en 1424, avec Catherine de Bourbon et de Bourbon-Clessy. Catherine de Bourbon-Clessy, fille de Gérard/Girard et petite-fille de Guy sire de Clessy et bâtard de Bourbon, est l'arrière-petite-fille de Louis Ier de Bourbon ; elle était veuve de Louis Damas de Digoine. Ils ont trois enfants : Tristan II, Georges et Catherine. 
Mais si la famille de Toulongeon garde le Château de Saint-Aubin plus de cent cinquante ans, en 1579 St-Aubin deviendra la propriété de Claude d’Ambly, descendant d’une famille bourgeoise originaire de Bourbon-Lancy. Avant cela, Claude de Toulongeon, fils de Jean III de Toulongeon, gruyer et chambellan de Bourgogne, a ses biens confisqués par Louis XI de France à cause de son attachement à la Maison de Bourgogne.